# James Prescott Joule

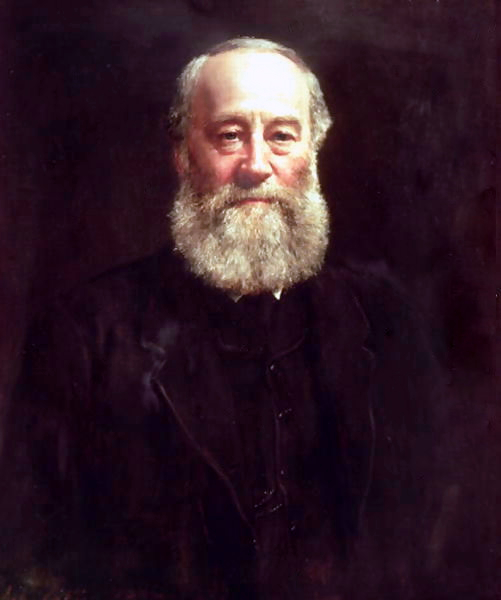
James Prescott Joule

James Prescott Joule [dʒuːl] (* 24. Dezember 1818 in Salford bei Manchester; † 11. Oktober 1889 in Sale) war ein britischer Bierbrauer, der als Physiker zu größten Ehren kam. Als Spross einer Brauerfamilie war er selbst Besitzer einer Bierbrauerei und forschte, ausgehend von technischen Fragen des Maschinenbaus und des Brauereiwesens, zu naturwissenschaftlichen Fragen. Er war „vielleicht der letzte Autodidakt, der einen wesentlichen Beitrag zur Weiterentwicklung der Wissenschaften geleistet hat.“ Die SI-Einheit der Energie wurde ihm zu Ehren „Joule“ genannt.

## Leben

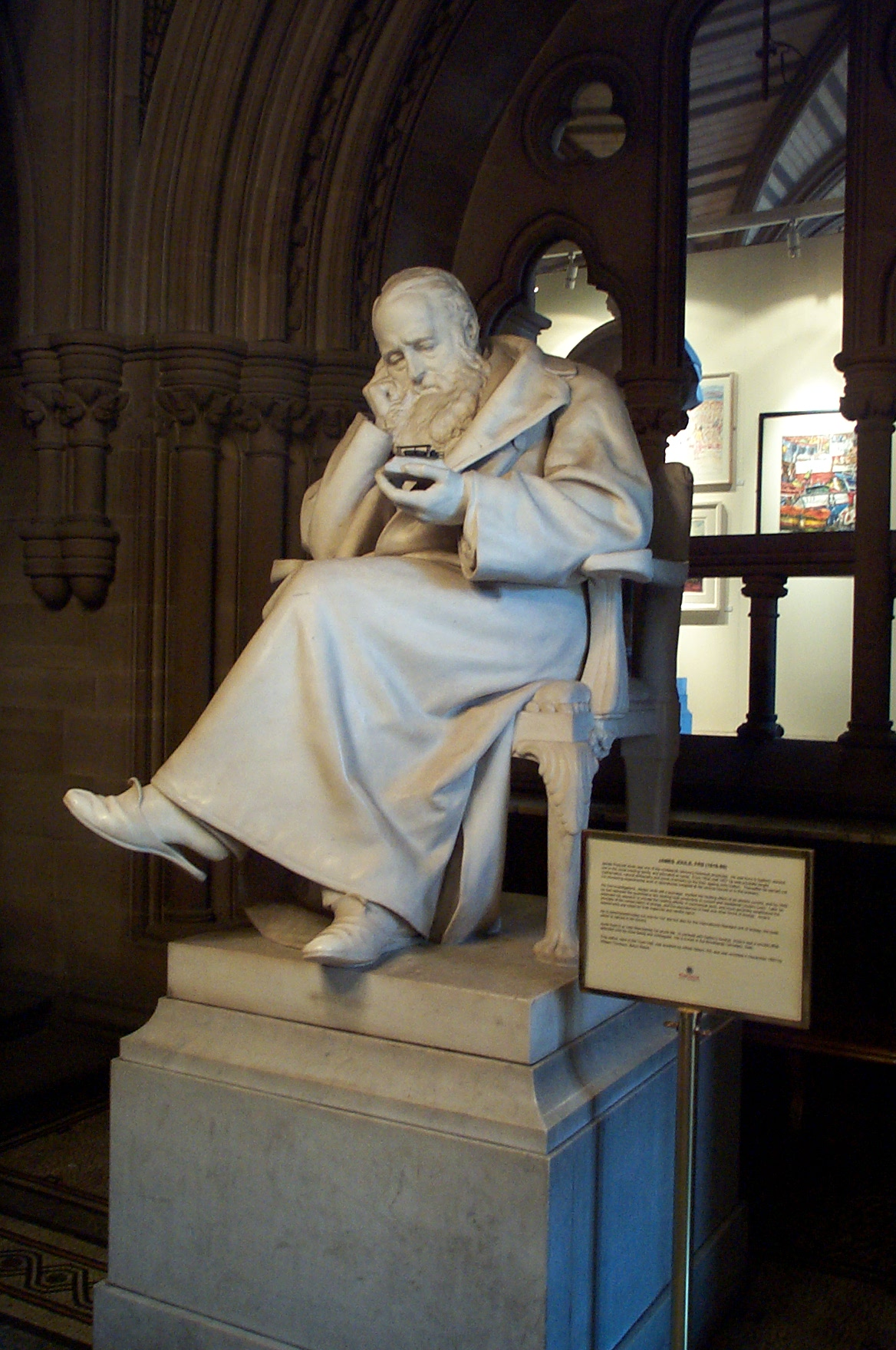
Joule-Statue im Rathaus von Manchester

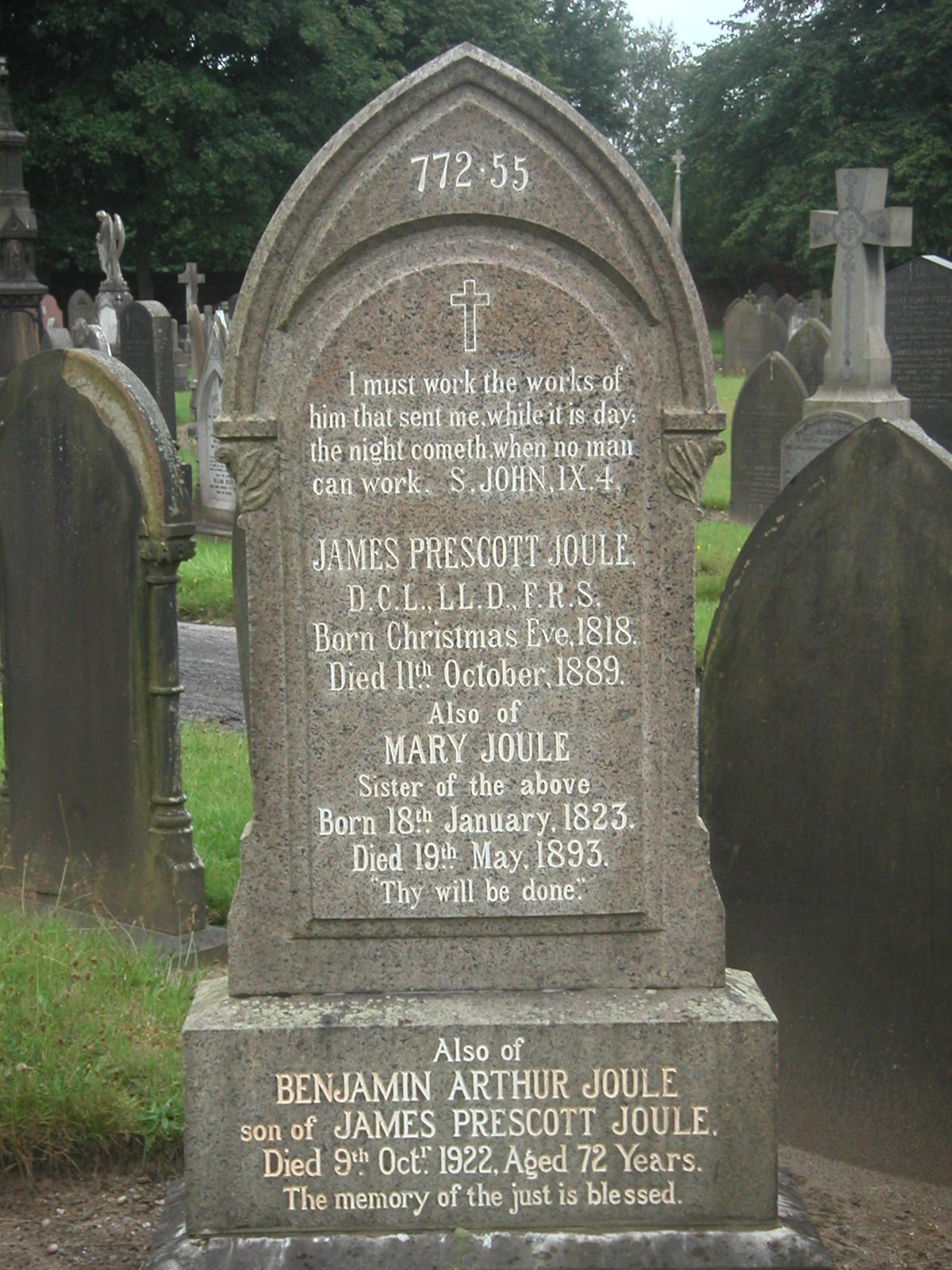
Grabstein von Joule mit dem Zahlenwert 772,55 des Wärmeäquivalents

James Prescott Joule war der zweite Sohn des Brauereibesitzers Benjamin Joule (1784–1858) und dessen Frau Alice Prescott. Neben dem älteren Bruder Benjamin (1817–1895) hatte Joule noch zwei jüngere Schwestern (Alice und Mary) sowie einen jüngeren Bruder John Arthur.
Am 18. August 1847 heiratete James Joule, Amelie Grimes. Der erste gemeinsame Sohn war Benjamin Arthur Joule (1850–1922), die gemeinsame Tochter hieß Alice Amelia (1852–1899). Amelie verstarb bereits 1854, wenige Monate, nachdem im Alter von knapp drei Wochen der gemeinsame Sohn Henry starb.
Nach dem Tod seiner Frau zog James Joule von der Acton Square in die Whalley Range in Manchester zu seinem Vater.  1858 kaufte James Immobilien in Old Trafford. Beschwerden der Nachbarn über seine Experimente erzwangen seinen Wegzug. Nach neun Jahren in Cliff Point, Higher Broughton, Salford, zog er letztlich in die Wardle Road 12 in Sale.
Von 1872 an plagten Joule gesundheitliche Probleme. Als er in späteren Jahren in finanzielle Schwierigkeiten geriet, gewährte ihm die britische Königin Victoria ab 1878 eine Pension von jährlich 200 Pfund, zu dieser Zeit schwanden seine geistigen Kräfte. Er verstarb nach langer Krankheit in seinem Haus in Sale am 11. Oktober 1889 und wurde auf dem Friedhof in Brooklands beigesetzt. Auf seinem Grabstein ist der Zahlenwert 772,55 des Wärmeäquivalents zu sehen, in den damals gebräuchlichen Einheiten gibt dieser 1878 von James Joule gefundene Wert die Energie an, die für die Erwärmung eines Pfunds Wasser um ein Grad nötig ist.

## Joule als Brauer
James Joule übernahm und betrieb zusammen mit seinem Bruder Benjamin die in Salford gelegene Brauerei, die gut 30 Jahre vor seiner Geburt von seinem Großvater Wiliam gegründet worden war. Während einige Autoren davon ausgehen, dass James Joule wenig mit dem Geschäftsbetrieb der Brauerei zu tun hatte, gehen andere ganz im Gegenteil von einem großen Interesse Joules gerade auch an der Verbesserung der technisch-physikalisch-chemischen Abläufe der väterlichen Brauerei aus und führen dazu seinen Briefwechsel mit William Thomson, 1. Baron Kelvin als Beleg an. Demnach sei die Gasproduktion bei der Bierherstellung der Ausgangspunkt weitergehender Betrachtungen gewesen, die schließlich zur Beschreibung des Joule-Thomson-Effekts führten. Durch die Erkrankung seines Vaters und den Rückzug seines Bruders aus dem Brauereibetrieb musste James Joule sich mit der technischen und der kaufmännischen Seite der Bierherstellung auseinandersetzen. Die Brauerei wurde im Jahr 1855, im Zusammenhang mit Krankheit und Tod des Vaters, verkauft, damit sich Joule ganz seinen naturwissenschaftlichen Experimenten widmen konnte.

## Joule als Naturwissenschaftler
Weil er seit seiner Kindheit an einer Wirbelsäulenerkrankung litt, die auch seine sozialen Fähigkeiten beeinträchtigte, und er als anfällig galt, erhielt der naturwissenschaftlich begabte Joule gemeinsam mit Benjamin Privatunterricht. Dieser begann im Hause seines Vaters in Broomhill, Pendlebury, durch die Halbschwester seiner Mutter. Einer ihrer Lehrer war ab 1834 der Chemiker und Physiker John Dalton. Dalton unterrichtete die Joules zweimal die Woche. Joule war in seiner Jugendzeit sehr experimentierfreudig. So verlor Joule seine Augenbrauen durch ein Experiment mit Sprengstoffen. Er ließ Drachen bei Gewitter steigen oder steigerte Elektroschocks bei einem Dienstmädchen, bis sie bewusstlos wurde. 1837 richtete Joule sich im Keller der Brauerei ein Labor ein.

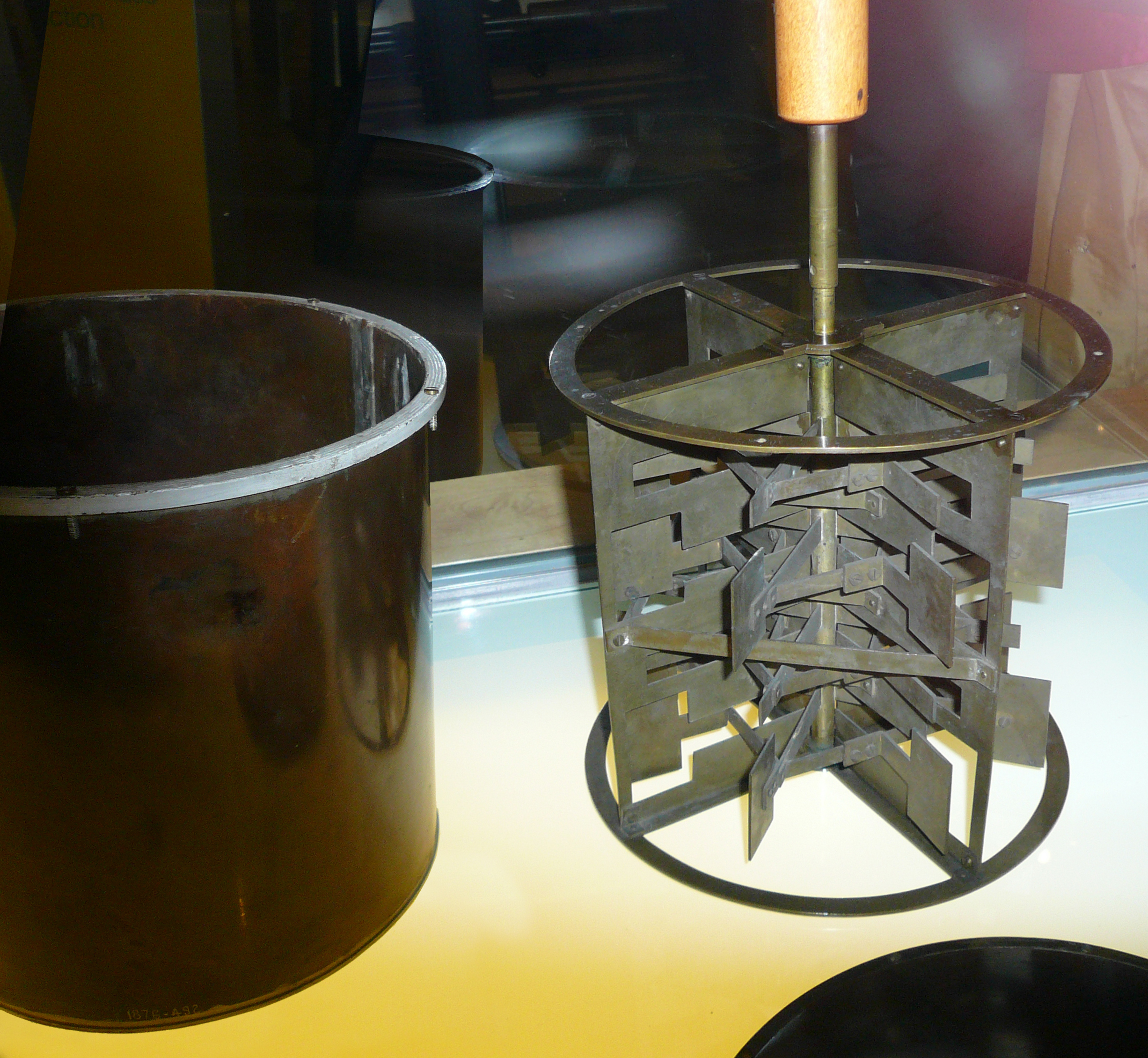
Joule-Apparat zum Nachweis der Äquivalenz von mechanischer Arbeit und Wärme.

1838 begann Joule auf der Grundlage der Arbeiten von William Sturgeon mit elektromagnetischen Experimenten. Sein Ziel war die genauere experimentelle Untersuchung, welchen Wirkungsgrad ein Elektromotor erreichen kann. Dazu experimentierte er mit verschiedenen Eisensorten für Elektromagnete und deren magnetische Anziehung. Ein weiterer Aspekt war die quantitative Untersuchung der Wärmewirkungen des Stroms, diese Erwärmung des stromdurchflossenen Leiters wird Joulesche Wärme genannt. 1840 formulierte er das erste Joulesche Gesetz, nach dem die Wärme proportional dem Produkt aus dem Quadrat der Stromstärke und dem Widerstand des Stromkreises ist. Joule bewies, dass die von einer Batterie erzeugte Wärmemenge direkt mit der Menge des chemisch umgesetzten Metalls in der Batterie zusammenhängt. Das Fazit seiner Bemühungen um einen effizienten Elektromotor war ernüchternd: Der bestmögliche erreichbare Wirkungsgrad betrug nur 20 % des Wertes der optimalen kohlebefeuerten Dampfmaschinen seiner Zeit, wobei die Kosten für den Batteriestrom zusätzlich erheblich über denen für Kohle lagen. Die Experimente zum Wirkungsgrad des belasteten Elektromotors führten Joule zu Fragestellungen der Thermodynamik. Während die vom elektrischen Strom erzeugte Wärmemenge genau mit dem chemischen „Verbrennungsvorgang“ in der Batterie übereinstimmte, war die Wärmeerzeugung bei der Verwendung eines elektrischen Generators als Stromquelle dadurch nicht zu erklären. Gemäß der Theorie vom unzerstörbaren Wärmestoff („Caloricum“) müssten sich – da ein chemischer Vorgang zur Erklärung ausschied – die Werkstoffe des Generators abkühlen, was sie aber nicht taten. Joules Schlussfolgerung war, dass die auftretende Wärme gleich der zum Betrieb des Generators aufgewendete Arbeit (er verwendet den Terminus vis viva) sein muss. Aufgrund der von ihm vermuteten Äquivalenz von mechanischer Arbeit und Wärme muss es ein konstantes Umwandlungsverhältnis von mechanischer Energie und Wärme geben. Dieses Wärmeäquivalent bestimmte er in zahlreichen unterschiedlichen Versuchen in den Jahren 1843 bis 1847, beispielsweise mit Kompression von Luft oder der Reibung zwischen Eisenscheiben und Flüssigkeiten. Der klassische, nach ihm benannte Versuch, wurde 1843 von ihm durchgeführt: Einer thermisch isolierten Wassermenge wurde eine definierte Menge mechanischer Energie zugeführt und anschließend die Temperaturerhöhung gemessen. Ergebnis seiner Untersuchungen war, dass eine British thermal unit, also die Wärmeenergie, die benötigt wird, um ein britisches Pfund Wasser um ein Grad Fahrenheit zu erwärmen, dem Gewicht von 772,55 Pfund, das aus einer Höhe von einem Fuß fällt, entspricht. In moderner Ausdrucksweise ergibt sich ein Zahlenwert von etwa 4,15 Joule pro Kalorie – in guter Übereinstimmung mit dem heutigen Wert von 4,1868.
Den Nachweis des Wärmeäquivalents erbrachte 1841 bereits der Heilbronner Arzt Robert Mayer, der damit allerdings ebenfalls zunächst keine Anerkennung fand. Als Hermann von Helmholtz den Energieerhaltungssatz 1847 endgültig ausformulierte, würdigte er mehrfach Joule, sprach in späteren Veröffentlichungen Mayer die Priorität zu.
1847 sprach Joule zum wiederholten Mal in Oxford vor der British Association for the Advancement of Science. Diesmal konnte er seine Zuhörer mehr überzeugen als zuvor, darunter George Gabriel Stokes und Michael Faraday. Nach anfänglichen Zweifeln bedeutete dieses Treffen auch den Beginn der Zusammenarbeit mit William Thomson, 1. Baron Kelvin. Ab 1852 arbeitete Joule gemeinsam mit Thomson an Experimenten zur Bestätigung thermodynamischer Theorien. 1852 zeigten die beiden Forscher, dass ein Gas, das sich ungestört ausdehnen kann, sich abkühlt. Dieser Joule-Thomson-Effekt war ein Beweis für die Annahme, dass zwischen den Gasmolekülen schwache Kräfte wirksam sind. Anwendung findet der Satz bei der Gasverflüssigung und in der Kältetechnik. Außerdem konzipierte Joule den idealen Kreisprozess der Heißluftmaschine (Joule-Prozess).
Zu vielen weiteren Phänomenen veröffentlichte Joule. 1846 entdeckte Joule mit der Längenänderung magnetisierter ferromagnetischer Stoffe die Magnetostriktion (was – wie andere Effekte auch – „Joule-Effekt“ genannt wird), die bei der Erzeugung von Ultraschallwellen angewendet wurde. 1847 formulierte er die Ansicht, dass die Sternschnuppen sehr schnell in die Erdatmosphäre eintauchende Körper sind, bei denen die umgewandelte Bewegungsenergie zum Aufglühen führt. Er behandelte 1869 auch das Phänomen des „grünen Blitzes“ oder analysierte Photographien der Sonne.
Die Tatsache, dass Joule keine akademische Ausbildung in den Naturwissenschaften hatte, machte ihn zum Außenseiter und verzögerte die Anerkennung seiner Leistungen deutlich.

„Joule ist kein Universitätsphysiker, Joule hat keine universitäre Ausbildung, sondern Joule ist ein klassischer Gentleman, der es zu seiner Aufgabe gemacht hat, sich mit Naturwissenschaft zu beschäftigen. Das ist aber ein Rollenbild, das eigentlich eher in das erste Viertel des 19. und vor allem in das 18. Jahrhundert passt. Wissenschaft ist zu dem Zeitpunkt aber schon sehr viel professionalisierter geworden.“

Erst um 1850 herum wurden seine Leistungen als Physiker gewürdigt, er wird trotz fehlendem Universitätsstudium dementsprechend von der Royal Society und renommierten Nachschlagewerken wie der Encyclopædia Britannica, dem Larousse, dem Brockhaus oder dem Duden als „Physiker“ klassifiziert.

## Ehrungen
Joule war ab 1842 Mitglied der Manchester Literary and Philosophical Society und ab 1860 ihr Präsident.
Ab 1850 war Joule Mitglied der Royal Society, die ihn 1852 mit der Royal Medal (‘For his paper on the mechanical equivalent of heat, printed in the Philosophical Transactions for 1850’), 1870 mit der Copley Medal (‘For his experimental researches on the dynamical theory of heat’) auszeichnete.
Ehrendoktorwürden wurden ihm verliehen 1857 (Trinity College Dublin), 1860 (University of Oxford), 1871 (University of Edinburgh).
1867 wurde er Ehrenmitglied der Royal Society of Edinburgh. 1870 wurde er in die Académie des sciences in Paris, 1874 in die American Academy of Arts and Sciences, 1884 in die Académie royale de Belgique und 1887 in die National Academy of Sciences gewählt.
Er war Präsident der British Association for the Advancement of Science und ab 1857 Ehrenmitglied der Institution of Engineers and Shipbuilders in Scotland.
1880 erhielt er die Albert Medal der Royal Society of Arts („For having established, after most laborious research, the true relation between heat, electricity and mechanical work, thus affording to the engineer a sure guide in the application of science to industrial pursuits“).
Eine Gedenkstelle für Joule befindet sich im Nordchor der Westminster Abbey, eine Statue befindet sich im Rathaus von Manchester (gegenüber von der für Dalton).
Zu seinen Ehren heißt die SI-Einheit der Energie, Arbeit und Wärmemenge „Joule“ (Einheitenzeichen J). Diese Auszeichnung, die nur wenigen Wissenschaftlern zuteilwurde, wurde wenige Wochen vor seinem Tod auf dem zweiten Internationalen Elektrizitätskongress in Paris beschlossen.
Ein Mondkrater und der Asteroid (12759) Joule wurden nach Joule benannt.

## Werke
- New theory of heat, 1850.
  - Deutsche Fassung: Ueber das mechanische Wärme-Aequivalent. In: J.A. Barth. (Hrsg.): Annalen der Physik und Chemie. 1854, S. 601 ff. (archive.org).
- James Prescott Joule: The Scientific Papers of James Prescott Joule. Hrsg.: Physical Society. London 1884 (Textarchiv – Internet Archive).